# EASSy
Le câble EASSy (Eastern Africa Submarin System) est un câble sous-marin de télécommunications, reliant par fibre optique l’Afrique du Sud au Soudan.

## Pays participants
Le EASSy mesure 9 900 kilomètres et relie depuis 2010 l’Afrique du Sud, l’Éthiopie, Madagascar, les Seychelles, Les Comores, le Botswana, le Mozambique, la Tanzanie, le Soudan, le Kenya, l’île Maurice, Djibouti, et l’Érythrée pour ensuite se connecter à d’autres câbles. Son point de départ est situé à Mtunzini (Afrique du Sud) et son arrivée à Port-Soudan au Soudan.

## Coût et financements
Le coût estimatif du système est de 230 millions de $ (novembre 2006) et est financé en partie par la Banque mondiale. Les promoteurs du projet ont annoncé en juillet 2006 l’octroi du contrat de construction du câble à Alcatel. Les travaux ont débuté pendant le premier trimestre 2007.

## Donnés techniques
- Longueur de 9 900 km
- 2 paires de fibres torsadées
- Multiplexage en longueur d'onde
- Capacité par fibre de 16 ou 32 longueurs d’onde à 10 Gbit/s
- Capacité totale de 320 ou 640 Gbit/s
- Durée de vie de 25 ans